# Efecte Caipirinha
L'efecte Caipirinha és una metàfora que es va utilitzar en els anys 1990 per designar l'extensió de la crisi econòmica que enfrontava Brasil a altres països del món, especialment Argentina.

## Història
El 1997, el Brasil travessava una crisi econòmica sota el mandat de Fernando Henrique Cardoso. Es va caracteritzar per la fugida de capitals, la caiguda del nivell d'activitat i l'increment del dèficit públic. La mesura que va prendre el govern per revertir aquesta situació va ser la devaluació del real pel que fa al dòlar. Aquesta situació va generar un efecte sobre l'economia argentina que va veure com queien les exportacions cap al Brasil, aprofundint el seu declivi. L'efecte de la crisi brasilera sobre l'economia Argentina va rebre el nom d'efecte Capirinha per part de la Fundación Capital, denominació que van fer servir després economistes i mitjans de comunicació. Aquest nom deriva del conegut com efecte Tequila, un fenomen econòmic similar originat per la crisi de Mèxic de 1994 i que ja s'havia replicat amb l'efecte Arròs de 1997 al sud-est asiàtic; bescanviant el nom pel tradicional còctel brasiler.

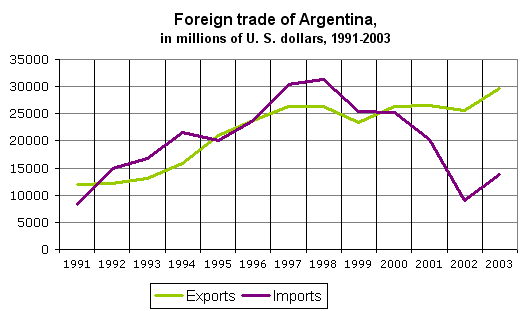
Evolució de la balança comercial d'Argentina, on s'observa la caiguda de les importacions arran de l'esclat de l'efecte Caipirinha (1997-99 fins 2001-02).

Els sectors més afectats de la indústria argentina van ser aquells que depenien del mercat brasiler, com ara: motors de cotxe, tèxtils, calçat, làctics, maquinària elèctrica, plàstics, fruites fresques i pneumàtics. La caiguda en el nivell d'activitat va tenir també efecte sobre la recaptació fiscal i va produir un augment del dèficit argentí a finals dels anys 90.
El govern argentí, primer sota la presidència de Menem (1989-1999) i després de De la Rúa (1999-2001), va prendre la decisió de no devaluar el peso malgrat l'escenari de pèrdua de competitivitat contra el Brasil, la qual cosa va desencadenar en el corralito i la crisi de desembre de 2001.